# Philodromus aryy
Philodromus aryy là một loài nhện trong họ Philodromidae.
Loài này thuộc chi Philodromus. Philodromus aryy được Yuri M. Marusik miêu tả năm 1991.